# Carlos Sampayo
Carlos Sampayo (né le 17 septembre 1943 à Buenos Aires) est un scénariste argentin de bande dessinée.
Il est principalement connu pour ses collaborations avec José Muñoz, au premier rang desquelles Alack Sinner et Le Bar à Joe.

## Œuvres traduites en français

### Bandes dessinées
Avec José Muñoz
- Alack Sinner

1. Alack Sinner, Éditions du Square, coll. « Charlie spécial », 1977. Prix de la meilleure œuvre étrangère réaliste au Festival d'Angoulême 1978. Réédition sous le titre Viêt Blues, Casterman, coll. « Les Romans (A SUIVRE) », 1986.
2. Flic ou privé, Casterman, coll. « Les Romans (A SUIVRE) », 1983. Alfred du meilleur album au Festival d'Angoulême 1983. Repris en deux volumes en 1999 sous les titres Mémoires d'un privé et Souvenirs d'un privé.
3. Rencontres, Casterman, coll. « Les Romans (A SUIVRE) », 1984.
4. Nicaragua, Casterman, coll. « Les Romans (A SUIVRE) », 1988.
5. La fin d'un voyage, Casterman, coll. « Les Romans (A SUIVRE) », 1998.
6. Histoires privées, Casterman, coll. « Les Romans (A SUIVRE) », 2000.
7. L’Affaire USA, Casterman, coll. « Romans », 2006.

- Sophie comics. Sophie going south (dessin), avec José Muñoz (scénario), Futuropolis, 1981.
- Le Bar à Joe, Casterman :

1. Le bar à Joe, coll. « Les Romans (A SUIVRE) », 1981.
2. Histoires amicales du bar à Joe, coll. « Les Romans (A SUIVRE) », 1987.
3. Dans les bars, coll. « Romans », 2002.

- Sudor sudaca. Sueur de métèque, Futuropolis, 1986.
- Jeu de lumières, Albin Michel, 1988.
- L'Europe en flammes, Albin Michel, 1990.
- Billie Holiday, Casterman, 1991.
- Automne et printemps, Amok, coll. « Feu ! », 1998[1].
- Le Poète, Amok, coll. « Octave », 1999[2].
- Le Livre, Casterman, coll. « Romans », 2004.
- Carlos Gardel - La voix de l'Argentine, Futuropolis, deux vol., 2008-2010.

Avec Oscar Zarate
- Trois artistes à Paris, Dupuis, coll. « Aire libre », 2006
- Fly Blues, Futuropolis, 2008.
- La Faille, Futuropolis, 2010.

Avec d'autres dessinateurs
- L'agent de la national, avec Julio Schiaffino, Éditions Michel Deligne, 1982
- Evaristo, avec Francisco Solano López, Dargaud :

1. La mort est toujours au rendez-vous, 1985
2. Cadavres en solde, 1986

- Fats Waller, avec Igort, Casterman, coll. « Un monde » :

1. La Voix de son maître, 2004
2. Chocolat amer, 2005

- Rosario, avec Claudio Stassi, Ankama, 2015

Ouvrages collectifs
- L'agonie de Haffner, le rufian mélancolique - Antiperiplea, Vertige Graphic, 1988
- Anthologie El Vibora, Artefact, coll. « La Tranche », 2005
- Le cheval sans tête, Amok, 2007
- 12 septembre - L'Amérique d'après, Casterman, 2011

## Romans
- Remontée d'égout, Série Noire - Gallimard, 1999 ((es) El lado salvaje de la vida, 1991), trad. Anne-Marie Meunier  (ISBN 978-2864245025)
- En panne seiche, Baleine - collection Le Poulpe, 2002, trad. Georges Tyras avec la complicité d'Alexandra Bonnamy  (ISBN 2-84219-310-5)
- L'Année où le lion s'est échappé, Métailié, 2004 ((es) El año que se escapó el león, 2002), trad. François Gaudry  (ISBN 978-2864245025)

## Prix
- 1978 :  Meilleure œuvre réaliste étrangère au festival international de la bande dessinée d'Angoulême pour Alack Sinner (avec José Muñoz)
- 1983 :  Prix du meilleur album au festival d'Angoulême pour Alack Sinner : Flic ou privé (avec José Muñoz)[3]
- 1994 :  Prix Harvey de la meilleure édition américaine d'une œuvre étrangère pour Billi Holliday (avec José Muñoz)
- 2006 :  Prix Micheluzzi du meilleur livre de bande dessinée pour Fats Waller (avec Igort)